# 桂林駅
桂林駅（けいりんえき）は中華人民共和国広西チワン族自治区桂林市象山区に位置する中国国鉄南寧鉄路局が管轄する駅である。桂林南駅とも呼ばれる。本駅は上海路と中山南路の交差する場所にあり、桂林市内の主要な旅客駅である。

## 所属路線
- 中国国鉄
  - 湘桂線[3]：衡陽駅より362km、憑祥駅まで851km[1]
  - 衡柳線

## 駅構造
- 単式ホーム1面、島式ホーム2面の地上駅である。

## 利用状況
2010年2月現在、各種別を含め毎日40本余りの旅客列車が発着する。

## 歴史
- 1938年 - 開業した[5]
- 1998年 - 旧桂林北駅新と合併し、新駅舎を使用開始した[5]。
- 2005年 - 改装され、旅客処理能力を向上させた。[6]

## 隣の駅
中国国鉄
湘桂線・衡柳線
桂林北駅 - 桂林駅 - 二塘駅